# Complejo de Mesías

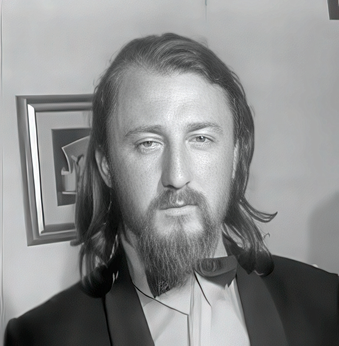
Imagen de Lazlo Toth, geólogo con inestabilidad mental que tras gritar que el era "Jesucristo. resucitado de entre los muertos" destrozó la estatua de la Piedad de Miguel Ángel el 21 de mayo de 1972.

El complejo de Mesías es un estado psicológico en el cual el individuo cree ser o estar destinado a ser un salvador espiritual, en algún campo de actuación específico, grupo, evento, o en torno a una determinada situación, o incluso abarcando a toda la humanidad o todas las formas de vida.
Al experimentar este complejo de Mesías, el afectado alcanza su propia gloria y tiene absoluta confianza en sus capacidades y en su propio destino, así como en los efectos que su participación tendría sobre un grupo de personas o aspecto de vida. En algunos casos, el complejo de Mesías podría estar asociado a la esquizofrenia, situación en la que la persona escucha voces, y tiene alucinaciones que le convencen de que vio y/o habló con Dios, con los espíritus, con ángeles o brujas o diablos, y/o con otras personas ya fallecidas o ausentes, lo que en opinión del afectado, estas cosas confirmarían su propia mesianidad.
En los casos más graves, el afectado puede verse a sí mismo como la propia encarnación de un dios, o como un mesías religioso-espiritual con importantes poderes trascendentes, y predestinado a salvar a la humanidad, a los seres vivos o a otorgar vida eterna a un grupo de elegidos.